# 水澤江刺車站
水澤江刺車站（日语：／ Mizusawa-esashi eki */?）是一個位於日本岩手縣奧州市水澤區羽田町車站前1丁目185番地，由東日本旅客鐵道（JR東日本）所經營的鐵路車站。水澤江刺車站是JR東日本所屬的東北新幹線之沿線車站之一，是個新幹線專用車站。

## 簡介
1985年時設站的水澤江刺，與隔鄰的新花卷同樣，都是由所在地地方自治體的政府全額負擔建設費用、在東北新幹線通車之後才設置的「請願車站」。
水澤江刺雖然是所在地奧州市唯一的一個新幹線車站，但卻沒有依照慣例承襲所在地的市名，這主要的原因是車站設置之初奧州市尚不存在（奧州市是在2006年平成大合併時設置），當時本站所在地仍稱為水澤市（今日的奧州市水澤區），因而原本一度預定依照JR慣例命名為「新水澤」。但考量到車站正好位於水澤市與隔鄰的江刺市（今奧州市江刺區）之界線上，最後將車站實際命名為「水澤江刺」。
距離本站最近的在來線車站是東北本線的水澤車站，兩站相距約4公里，由岩手縣交通與奧州市社區巴士開行的公車路線做為接駁。

## 車站
水澤江刺車站是一個採相對兩座側式月台配置、兩條通過路線的高架車站。由於站內無任何待避線的配置，為防止直達列車高速過站不停時造成的安全疑慮，在月台上配置有自動安全柵門。在月台長度方面，為了配合東北新幹線與秋田新幹線的列車串連運行，水澤江刺的月台可停靠10節標準新幹線規格與7節迷你新幹線規格、共17節車廂編組長度的列車。

### 月台配置
| 月台 | 路線               | 方向 | 目的地                               |
| ---- | ------------------ | ---- | ------------------------------------ |
| 1    | 東北、北海道新幹線 | 下行 | 往盛岡、新青森、秋田、新函館北斗方向 |
| 2    | 東北、北海道新幹線 | 上行 | 往仙台、宇都宮、大宮、東京方向       |

## 相鄰車站
東日本旅客鐵道
 東北新幹線
一之關－水澤江刺－北上

## 外部連結
- （日語）水澤江刺車站（JR東日本） （页面存档备份，存于）

39°8′42″N 141°11′12″E / 39.14500°N 141.18667°E